# Evropský hokejový pohár 1970/1971
6. ročník hokejového turnaje European Cupu.Vítězem turnaje se stala CSKA Moskva.

## 1. kolo
- HIFK Helsinki (Finsko) – GKS Katowice (Polsko) 4:2, 4:0
- HC Chamonix (Francie) – Klagenfurter AC (Rakousko) 3:5, 1:6
- Københavns SF (Dánsko) – Újpesti Dózsa (Maďarsko) 3:7, 1:5
- Vålerenga IF (Norsko) – SG Dynamo Weißwasser (NDR) 2:5, 2:7
- HK Jesenice (Jugoslávie) – Krakra Pernik (Bulharsko) 13:3, 10:2
- SG Cortina Doria (Itálie) – EV Landshut (NSR) 3:6, 2:5

Landshut byl vyloučen, protože za něj nedovoleně nastoupili Cvach a Hejtmánek.

## 2. kolo
- HK Jesenice – SG Dynamo Weißwasser 2:5, 3:7
- HIFK Helsinki – Brynäs IF (Švédsko) 4:4, 2:7
- Újpesti Dózsa – SG Cortina Doria 3:1, 4:6, prodloužení 1:1 (SN 1:3)
- HC La Chaux-de-Fonds (Švýcarsko) – Klagenfurter AC 1:2, 1:2

## 3. kolo
- SG Cortina Doria – Klagenfurter AC 6:1, 0:3
- SG Dynamo Weißwasser – Brynäs IF 3:5, 5:12

## Semifinále
- SG Cortina Doria – ASD Dukla Jihlava (Československo) 4:6 (1:4,1:1,2:1) 6. srpna 1971 (obě utkání v Cortině)
- SG Cortina Doria – ASD Dukla Jihlava (Československo) 2:5 (2:1,0:2,0:2) 8. srpna
- Brynäs IF – CSKA Moskva (SSSR) 2:6, 4:6 (obě utkání v Gävle)

## Finále
(1. a 4. září 1971)
- CSKA Moskva – ASD Dukla Jihlava 7:0 (1:0,2:0,4:0) 1. září
- ASD Dukla Jihlava – CSKA Moskva 3:3 (1:1,1:0,1:2) 4. září